# Буддизм у Бутані
Махаяна буддизм є державною релігією в Бутані, а буддисти становлять 3 / 4 населення країни.

## Історія проникнення буддизму

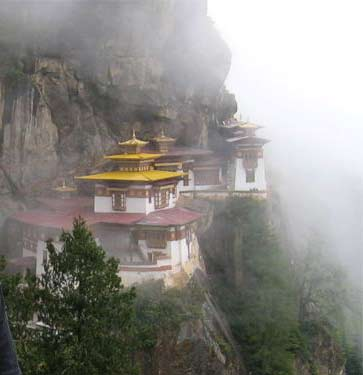
Монастир Таксанг-лакханг (поблизу Паро), в районі якого розташовані печери, де медитував Падмасамбхава

Буддизм проник в Бутан ще у II столітті.
Цар Тибету Сронцангамбо (627—649) оголосив буддизм офіційною релігією своєї держави і побудував центральний монастир Джоканг в Лхасі. Згідно з традиційними джерелами, щоб очистити Гімалаї від демонічних чар і встановити мир, цар за один день наставив по Гімалаям 108 монастирів. Два великих з них на території Бутану (К'їчу-лакханг в Паро і Джамбей-лакханг в Бумтанзі) і кілька малих збереглися досі і є найважливішими місцями паломництва.
Хроніки детально описують кілька візитів Падмасамбхави в Бутан в VIII столітті в супроводі дружин (Єше Цог'ял і Мандарава). Після місії Падмасамбхави буддизм широко поширився в Бутані у вигляді школи Ньїнгма.
Пізніше цар Тибету Дарма (836—842) переслідував буддизм, і багато ченців та вчених знайшли притулок в Бутані.
Бутанський буддизм Друкпа Каг'ю являє собою гілку школи Каг'ю, і бере початок від лами Цангпа Г'яре Єше Дорджі (1161—1211), який заснував у Тибеті монастир Друк («дракон») в місті Ралунг. Ця школа зміцнилася на околицях Тибету, в Ладакху і в Бутані, але її розквіт в Бутані був у XVII столітті.

## Розвиток буддизму
Велику роль у розвитку бутанського буддизму зіграли вчений Лонгченпа (1308—1364) і тертони Дордже Лінгпа (1346—1405), Пема Лінгпа (1450—1521), Джігме Лінгпа (1729—1798) школи Ньїнгма, що відкрили дорогоцінні реліквії і заснували безліч монастирів. Пема Лінгпа побачив уві сні ритуальні танці, які стали виконуватися в монастирях, і розшукав дорогоцінні терма (скарби) залишені Падмасамбхавою у заплаві Мебарцо в Бумтанзі. Лінія Пема Лінгпа триває, основним центром є монастир Ґангтей-ґомпа.
Школа Друкпа Каг'ю поширилася в Бутані від Пеми Карпо (1527—1592), ця школа особливо зміцнилася під час утворення Бутану ченцем і королем Шабдрунгом в XVII столітті. Шабдрунг побудував по всьому Бутану фортеці (дзонги) і монастирі. Ця школа стала офіційною релігією Бутану.
Шабдрунг ввів посаду Дже Кхемпо для керівника буддійської сангхи Бутану. Зараз Дже Кхемпо — офіційний лідер школи Друкпа Каг'ю. Паралельно існувала лінія передачі Шабдрунга, яка теж до XX століття зберігала вплив у Друкпа Каг'ю, до 2007 року Шабдрунги зберігали духовне лідерство.
У Бутані з давніх часів були присутні й інші школи, зокрема — Карма Каг'ю, але монастирі цих шкіл були значною мірою витіснені школами Ньїнгма і Друкпа Каг'ю.
Школа Дрікунг Каг'ю була представлена підшколою Ланангпа або Лапа (Lhanangpa), вплив якої ріс з часів Г'ялва Ланангпа. У 1194 році її послідовники будували в Бутані перші дзонги. Шабдрунг в 1640—1641 роках вислав послідовників Ланангпа, а також послідовників школи Неньїнгпа за те, що вони вступали в союз з супротивниками Шабдрунга.

## Сучасний стан буддизму
Друкпа Каг'ю поширена переважно в західній частині Бутану (Паро, Тхімпху, Пунакха, Хаа, Вангді-Пходранг, Тонгса), у той час як на сході (Бумтанг і далі) продовжує домінувати школа Ньїнгма.
В даний час школу Друкпа Каг'ю очолює Дже Кхемпо, якому допомагає 5 лопонів з релігійної традиції, літургії, логіки і університетського навчання.
У Бутані є представники школи Гелугпа (переважно тибетські біженці), ченці яких дотримуються целібату. Сильна громада тибетців проживає в Тонгса, де є інші буддійські школи.
Представники школи Ньїнгма живуть сім'ями, серед Ньїнгма поширені приватні храми і приватні монастирі, які знаходяться у володінні приватної сім'ї. Такий, наприклад, монастир Ґангтей-ґомпа. Є чимало малих монастирів і храмів (особливо в Бумтанзі), деякими володіють селянські родини. Такі храми також зберігають свої реліквії, які виставляються на прохання відвідувачів або у свята.
На кінець 1980-х років у Бутані налічувалося близько 12 000 ченців. За традицією в монастир віддають середнього сина в родині, у той час як старший успадковує будинок батька. Діти відразу знають, кому доведеться йти в монастир. Іноді дітей віддають у монастир з 6-7 років, але останнім часом стали віддавати пізніше, щоб діти отримали світську освіту. У перший рік батьки повинні допомагати утримувати свою дитину, пізніше, отримавши початкове навчання, а згодом — ординацію, молодий монах забезпечує монастир, виконуючи ритуали, і не вимагає батьківської підтримки.
У липні 2002 року національна релігійна організація Менджонг Четхун Цоґпа заснувала трон Вищого Дхармараджі Бутану, який повинен піклуватися про збереження вчення. Цей титул отримав Трізін Церінг Рінпоче.

## Буддійські храми і монастирі
У Бутані є велика кількість буддійських споруд. Це в першу чергу великі монастирі (ґомпа) в яких проживають сотні ченців, нерідко монастирями є дзонги (фортеці, в яких розташовується адміністрація) і палаци (пходранг, манор). По всій країні розосереджені малі монастирі або окремі храми (лакханги), багато з яких підтримуються з давніх часів. Є також велика кількість чортенів, які, як правило, ставляться на перевалах і в знаменних місцях. Малі монастирі і чортени ставили також для того, щоб приборкати злих демонів, що живуть в горах. Нерідко близько монастирів ставляться стіни (мані) з написами, іконами і молитовними барабанами. Для молитовних барабанів будуються окремі павільйони. До монастирів приходять люди похилого віку, які крутять молитовні барабани, забезпечуючи таким чином благополуччя людей. Проводиться велика робота з підтримки монастирів і чортенів, їх ремонту та догляду.